# NGC 5550
NGC 5550 је спирална галаксија у сазвежђу Волар која се налази на NGC листи објеката дубоког неба.
Деклинација објекта је + 12° 53' 0" а ректасцензија 14h 18m 28,0s. Привидна величина (магнитуда) објекта NGC 5550 износи 13,3 а фотографска магнитуда 14,1. NGC 5550 је још познат и под ознакама UGC 9154, MCG 2-36-65, CGCG 75-3, CGCG 74-162, PGC 51108.